# جائزة البحرين الكبرى 2021
جائزة البحرين الكبرى 2021 هو سباق فورمولا 1
أقيم خلال الفترة 26 مارس 2021 وحتى 28 مارس 2021 في حلبة البحرين الدولية، البحرين، وكان السباق 1 من أصل 22 في بطولة العالم لسباقات فورمولا 1 موسم 2021، وكان أول المنطلقين ماكس فيرستابين.
فاز بالمركز الأول  لويس هاملتون، وكان صاحب أسرع لفة فالتيري بوتاس بزمن قدرة 92.090 ثانية.